# 姫野勉

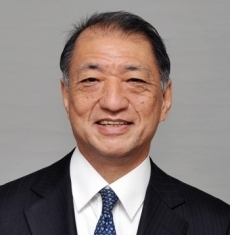
関西担当特命全権大使として公開された画像

姫野 勉（ひめの つとむ、1957年 - ）は、日本の外交官。2017年（平成29年）から駐ガーナ特命全権大使、2021年（令和3年）から関西担当特命全権大使。

## 経歴・人物
大阪府出身。1980年大阪大学法学部卒業、外務省入省。1981年-1983年オックスフォード大学留学、在イギリス大使館、アジア局南西アジア課、北米局北米第一課、経済局国際機関第二課、在米国大使館一等書記官(経済班)、経済局国際経済第二課長、欧亜局西欧第二課長、内閣官房内閣副広報官、在シンガポール大使館参事官、ジュネーブ国際機関代表部公使、大阪大学大学院国際公共政策研究科教授を経て、2008年財務省大臣官房参事官(関税局担当)、2010年経済協力開発機構日本政府代表部公使。2014年ボストン総領事。2016年輸出入・港湾関連情報処理センター執行役員。2017年駐ガーナ兼シエラレオネ兼リベリア特命全権大使。2021年特命全権大使（関西担当）、在関西の諸機関及び団体と外国政府機関との協力増進に関し，在関西の外国政府機関等と協議するための日本政府代表、歴史街道推進協議会参与、大阪日伊協会顧問。

## 同期
- 末松義規（12年内閣府副大臣・96年衆議院議員）
- 石井正文（17年インドネシア大使・13年国際法局長）
- 大村昌弘（17年フィジー大使）
- 川村裕（20年ノルウェー大使・18沖縄大使・14年コートジボワール大使）
- 越川和彦（16年JICA副理事長・14年スペイン大使・12年官房長）
- 鈴鹿光次（16年アフガニスタン大使）
- 鈴木康久（18年ニカラグア大使・16年レオン総領事）
- 山田文比古（08年東京外国語大学教授）
- 片上慶一（17年イタリア大使・16年外務審議官（経済担当））
- 北野充（14年ウィーン代表部大使・12年軍縮不拡散・科学部長・19年アイルランド大使）
- 石川和秀（14年フィリピン大使・12年南部アジア部長）
- 藤原聖也（14年アルジェリア大使）
- 山崎純（18年シンガポール大使・15年スウェーデン大使・14年儀典長）
- 渡邉正人（17年ブルガリア大使・15年バングラデシュ大使）
- 堀之内秀久（19年オランダ大使・16年カンボジア大使・14年ロサンゼルス総領事）
- 野田仁（18年ルーマニア大使・15年エクアドル大使）
- 髙橋礼一郎（18年オーストラリア大使・15年ニューヨーク総領事・11年アフガニスタン大使）
- 葉室和親（12年トンガ大使）
- 井出敬二（17年北極担当大使・13年クロアチア大使）
- 小原雅博（15年東京大学法学部教授・13年上海総領事）
- 須永和男（19年カタール大使・16年ASEAN大使）
- 平石好伸（17年チリ大使・14年ジンバブエ大使）
- 水谷章（19年オーストリア大使・17年立命館アジア太平洋大学教授）
- 齊藤貢（18年イラン大使・15年オマーン大使）